# Белик, Александр Агеевич
Александр Агеевич Белик — советский хозяйственный, государственный и политический деятель, Герой Социалистического Труда.

## Биография
Родился в 1917 году в селе Гребенки. Член КПСС.
С 1934 года — на хозяйственной, общественной и политической работе. В 1934—1977 гг. — электрослесарь на шахте № 19-20, начальник телефонной станции 64-й роты связи Тихоокеанского флота, мастер по добыче угля, начальник участка шахты № 5-6 шахты имени Г. Димитрова комбината «Красноармейскуголь», начальник участка шахты «Самарская» объединения «Павлоградуголь» Министерства угольной промышленности Украинской ССР.
Указом Президиума Верховного Совета СССР от 30 марта 1971 года присвоено звание Героя Социалистического Труда с вручением ордена Ленина и золотой медали «Серп и Молот».
Умер в Павлограде в 2001 году.